# 段宝岩
段宝岩（1955年3月4日—），河北冀州人，电子机械工程专家，中国工程院院士，香港城市大学（东莞）首任校长，西安电子科技大学前校长，中国电子装备机电耦合领域的奠基人与学科带头人。

## 履历
1981年、1984年、1989年，于西安电子科技大学电子机械学科分别获得工学学士、硕士、博士学位。1991年至1994年，在英国利物浦大学做博士后研究。2002年4月至2012年7月，任西安电子科技大学校长。2011年当选中国工程院院士。
2024年8月，任香港城市大学（东莞）首任校长。

## 主要成就
- 建立了大型反射面天线电磁与结构的场耦合模型与方法
- 提出了天线和雷达伺服系统结构与控制集成设计方法
- 构建了典型电子装备机、电、热场耦合分析与设计方法
- 开辟了电子装备机电耦合研究的新领域
- 参与500米口径球面射电望远镜设计[1][3]